# Charles Daville
 (février 2025).
- Si vous ne connaissez pas le sujet, laissez ce bandeau (vous pouvez alors contacter les auteurs).
- Si vous supprimez le contenu mis en cause (vous pouvez préalablement contacter les auteurs),

argumentez précisément cette suppression dans la page de discussion
(un manque de référence n'est pas un argument ; une recherche réelle de référence doit avoir été effectuée, être formellement documentée).
 (février 2025).
Motif : "Ecrivain mineur" sourçage faible
- Archive Wikiwix
- Bing
- Cairn
- DuckDuckGo
- E. Universalis
- Gallica
- Google
- G. Books
- G. News
- G. Scholar
- Persée
- Qwant
- (zh) Baidu
- (ru) Yandex
- (wd) trouver des œuvres sur Wikidata

| 1. | Préciser le motif de la pose du bandeau. | Précisez le motif de la pose du bandeau en utilisant la syntaxe suivante : {{admissibilité à vérifier\|date=août 2025\|motif=remplacez ce texte par le motif}}                       |
| 2. | Informer les utilisateurs concernés.     | Pensez à avertir le créateur de l'article, par exemple, en insérant le code ci-dessous sur sa page de discussion : {{subst:avertissement admissibilité à vérifier\|Charles Daville}} |

Pour les articles homonymes, voir Daville.
Charles Daville est un écrivain de l'entre-deux-guerres, né à Chartres le 29 avril 1911 et mort prématurément de phtisie le 3 septembre 1937 au sanatorium d’Aincourt. 

## Famille
Charles Daville est né à Chartres, le 29 avril 1919, dans une famille modeste, second fils de Louis Charles Daville, cordonnier, et de Marie Émilie Rostoll, cousette.
Avant guerre, la famille Daville avait connu des déboires financiers. Grâce à la manne des brodequins militaires à réparer durant la première guerre mondiale, elle atteignit assez rapidement la prospérité. La petite échoppe de cordonnerie de Louis Daville sera entièrement détruite par le bombardement de la ville par les allemands, le 15 août 1918. Louis Charles David ouvre une nouvelle cordonnerie dans le quartier Beaulieu. 
La famille s’installe à Paris en 1927 et connaît une relative prospérité.

## Enfance à Chartres
Charles Daville fut élève à l’ancien collège royal (actuellement nommé Marcelle Pardé), école du poète Aloysius Bertrand, un siècle plus tôt. Charles Daville écrira avoir été profondément troublé par « l'invisible présence » de l'auteur de Gaspard de la nuit entre les murs de l'établissement. Le poète romantique influencera l'œuvre poétique de Charles Daville.
Daville fréquentera beaucoup la cathédrale de Chartres, hantée selon lui, « par la silhouette évanescente de Charles Péguy ». Il fait allusion aux poèmes de Charles Péguy dans son œuvre majeure, La nuit des saints.  Sans le signaler au lecteur, ce qui relève du plagiat, il cite en particulier un vers de La route de Chartres : 

## Daville à Paris
A Paris, Daville va fréquenter les milieux littéraires, dès 1930. Il est repéré par André Breton et Marcel Aymé. Louis Naguet rapporte dans sa thèse que Breton appréciait la capacité qu’avait Daville d’entrer en transe sur demande, à la manière de Robert Desnos. Ce dernier fera découvrir à Daville Le journal du Séducteur, de Søren Aabye Kierkegaard qui le marquera. La nuit des saints en témoigne, puisque Daville fait dire à Mérieux, son personnage principal : 
Après la lecture du Journal du séducteur, Daville commence son roman La nuit des saints. Il lui faudra 6 ans pour le terminer. Entre temps, il fréquente la Sorbonne, s’initie au spiritisme en compagnie de Pierre Joubert d’Agremont. Dans les années 20 et 30, la tombe de Kardec, au Père Lachaise, était déjà nuitamment fréquentée par les adeptes de l’occulte : Daville fut suspecté d’avoir participé à une sorte de bacchanale morbide, l’enquête conclura à sa « présence fortuite », il sera surveillé quelques mois par la police.
En 1932, Charles Daville rencontre Louisa Maria Atenza, une danseuse de cabaret, qu’il épousera deux ans plus tard.
En 1933, il publie un recueil de poèmes : Chant d’Amor et d’Amen, aux Éditions de la Sirène. L’ouvrage est remarqué par les milieux artistes de l’époque, notamment les surréalistes, qui en apprécient l’onirisme.
En 1934, il cherche à faire publier La Nuit des saints, chez les éditeurs parisiens en vue, sans succès. Il tente l’aventure en Belgique, et trouve un lecteur attentif chez Henri Chavagnon, alors éditeur chez C. Muquardt à Bruxelles. Le livre paraît en 1935, dans la plus grande indifférence. L'auteur plonge dans une dépression. Les premiers symptômes de la tuberculose apparaissent, qui l’emporteront rapidement.

## La Nuit des Saints
La nuit des Saints semble à la confluence de courants différents. L’histoire d’amour qui sous-tend l’intrigue est marquée par l’esthétique de Kierkegaard, mâtinée de spiritisme. On y trouve aussi une lecture « déterministe » des personnages, proche de Zola. La description de la révolte des Canuts d'avril 1834, épisode central de La nuit des Saints, est inspirée de la scène décrite par Zola dans La Fortune des Rougon. 
Charles Daville n’a jamais nié ces influences (sauf celle de Péguy) ; il les a souvent mises en avant, comme un gage de son érudition et de sa bonne foi. Il aimait à répéter que toute œuvre était un palimpseste et qu’« [il]  écri[vait] sur Homère comme sur Proust ou Giraudoux. » 
En 1936, malade, Charles Daville entreprend un second roman, provisoirement intitulé La face de Dieu.

## La face de Dieu
Il a laissé derrière lui le manuscrit inachevé d'un second roman, La Face de Dieu, que son épouse essaiera en vain de faire publier après la seconde guerre mondiale. Elle finira par l'éditer à compte d'auteur à une centaine d'exemplaires. 
Il n'en reste à ce jour aucun, mais Louis Damard, un érudit local d'Eure-et-Loir, assurait en 1972 qu'il y en aurait eu deux dans les archives de la bibliothèque de Chartres. Il se peut néanmoins que les dits ouvrages aient été victimes d'un vaste « désherbage » opéré dans les années 1980, puisque Vincent Naguet, alors doctorant en Lettres à l’Université d’Orléans (Collège doctoral Centre Val de Loire) ne les a pas retrouvés en 1991, lorsqu’il a commencé son vaste travail de recherche sur les écrivains de la région.